# 8245 Molnar
8245 Molnar eller 1977 RC9 är en asteroid i huvudbältet som upptäcktes den 8 september 1977 av den amerikanska astronomen Schelte J. Bus vid Palomar-observatoriet. Den är uppkallad efter Lawrence A. Molnar.
Asteroiden har en diameter på ungefär 4 kilometer och den tillhör asteroidgruppen Nysa.